# 하란 (성경 인물)
하란(Haran) 또는 아란(Aran, 히브리어: ָרָן Hārān)은 히브리어 성경 창세기에 나오는 인물이다. 그는 갈대아 우르에서 죽었고, 데라의 아들이자 아브라함의 형제였다. 하란은 그의 아들 롯 (성경 인물)을 통해 모압 족속과 암몬 족속의 조상이 되었다.

## 하란과 그의 가족
노아의 아들 셈 (성경 인물)의 후손인 데라는 아브람/아브라함, 사래/사라, 나홀 및 하란의 아버지였다. 그들의 집이 어디에 있었는지는 확실하지 않으나 일반적으로 메소포타미아에 있었을 것으로 추정된다. 하란은 롯과 밀가 외에 딸 이스가를 낳았다.
하란이 '그의 아버지 데라보다 먼저' 갈대아 우르에서 죽은 후, 그의 가족은 약속의 땅인 가나안을 향해 여행했다. 그러나 데라는 나홀과 밀가처럼 하란(히브리어 חָרָן, Ḥārān)에 멈춰 그곳에 정착한 반면, 롯은 아브라함과 다른 사람들과 함께 가나안까지 동행했다.

## 같이 보기
- 하란 (튀르키예)
- 사비교인